# Thekla Susanne Ragnhild Resvoll

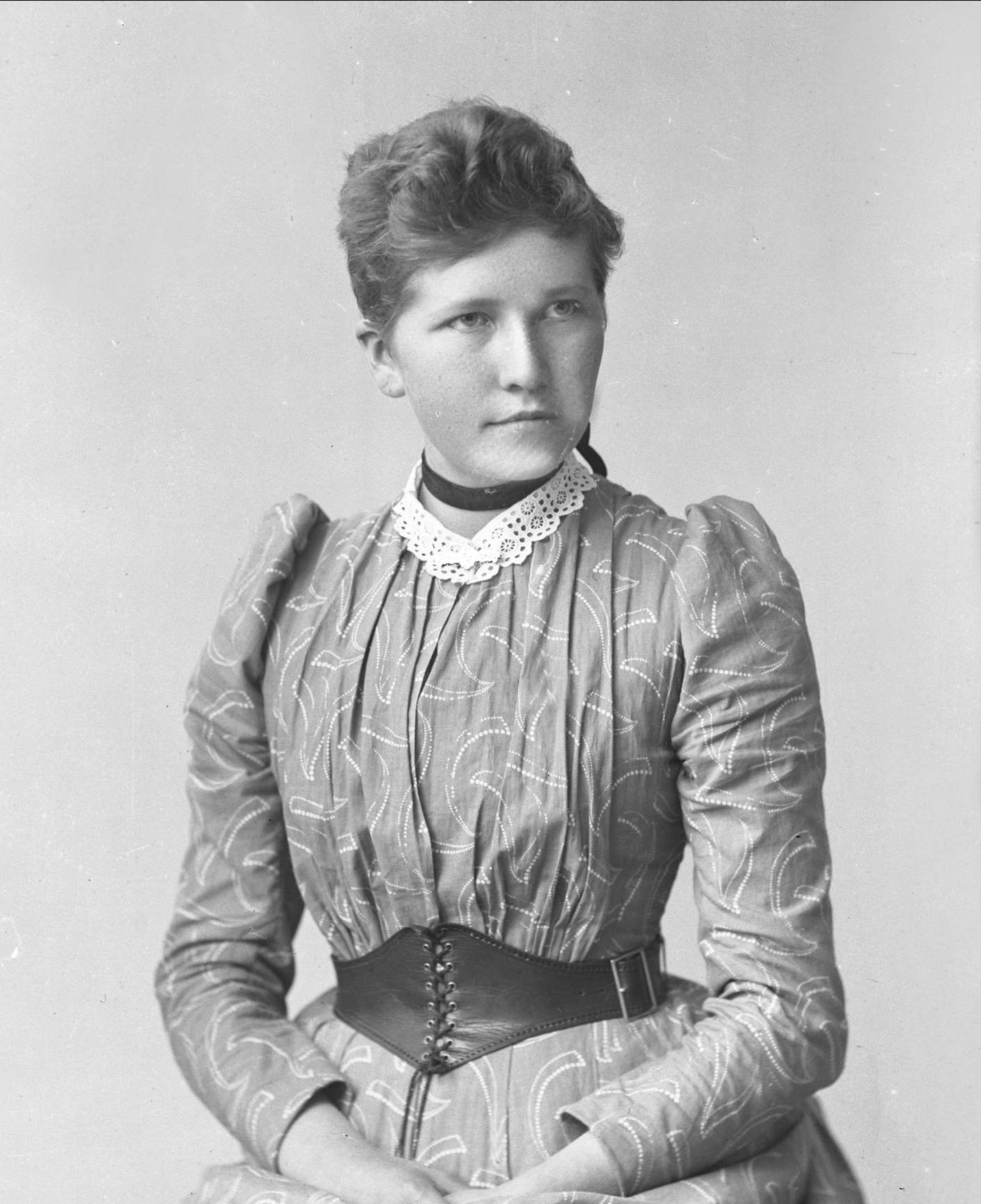
Thekla Resvoll. Foto: Gustav Borgen / Norsk Folkemuseum (1891)

Thekla Susanne Ragnhild Resvoll (* 22. Mai 1871 in Vågå; † 14. Juni 1948 in Bestun) war eine norwegische Botanikerin und Frauenrechtlerin. Sie galt als Autorität auf dem Gebiet der norwegischen Gebirgsflora. Ihr botanisches Autorenkürzel lautet „Resvoll“.

## Werdegang
Thekla Susanne Ragnhild Resvoll wurde als Tochter des Ehepaars Hans Resvoll und Julie Martine, geb. Deichmann, geboren. Schon in jungen Jahren erweckte die Pflanzenwelt der Berge ihr besonderes Interesse. Als Thekla  sieben Jahre alt war, verlegte die Familie ihren Wohnsitz von Vågå nach Oslo. Thekla Susanne legte dort 1892 ihr Abitur ab. Anschließend arbeitete sie ein Jahr als Gouvernante bei einer großbürgerlichen Familie in Stockholm. 1893 nahm sie das Studium der Naturwissenschaften in Oslo auf, unter anderem bei Axel Gudbrand Blytt, der ihr Mentor wurde. Als Hauptfach wählte sie Botanik. Nach ihrem Examen im Jahr 1899 reiste Resvoll zu einem Studienaufenthalt nach Kopenhagen. 1902 erhielt sie eine Stelle als Amanuensis (Assistenzprofessur) am botanischen Laboratorium der Universität Oslo, die sie bis zu ihrer Pensionierung im Jahr 1936 innehatte. 1918 wurde sie zum Doktor der Naturwissenschaften promoviert. Das Thema ihrer Doktorarbeit beschäftigte sich mit Anpassungsmechanismen von Gebirgspflanzen an kalte und kurze Sommer.
Ihre Schwester Hanna Resvoll-Holmsen war ebenfalls eine bedeutende norwegische Botanikerin und für Frauenrechte und Landschaftsschutz politisch aktiv. Ihr Biograph Bredo Berntsen bezeichnete sie deshalb als eine der ersten norwegischen Grünstrümpfe (nach Blaustrumpf).
Thekla Resvoll war mit dem Bergbauingenieur Andreas Holmsen (1869–1955) verheiratet. Trotz Kritik seitens ihres Arbeitgebers behielt sie in der Ehe ihren Mädchennamen bei. Aus der Ehe ging im Jahr 1905 ein Sohn hervor. Ihre Schwester heiratete in zweiter Ehe 1909 den Bruder ihres Mannes, Gunnar Holmsen (1880–1976), einen Geologen im Staatsdienst.

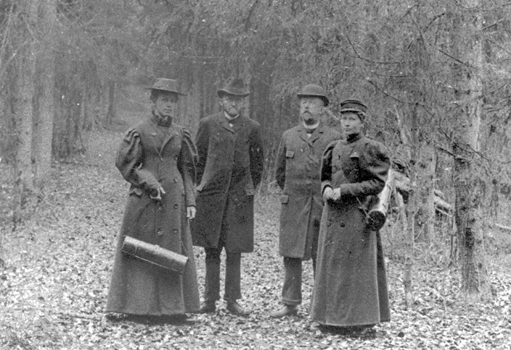
Asta Lundell, Ove Dahl, Axel Blytt und Thekla Resvoll beim Botanisieren in Norwegen

## Wirken
Resvoll unternahm mehrere Reisen und Expeditionen. Im Jahr 1903 und 1904 hielt sie sich zu Studienzwecken bei Karl von Göbel in München und bei Carl Schroeter in der Schweiz auf. In München lernte sie die Paläobotanikerin und Frauenrechtlerin Marie Stopes kennen. Zwischen den beiden Frauen entwickelte sich eine enge Freundschaft. So unternahmen sie gemeinsame Erkundungen in die Alpen und die norwegische Bergwelt. Weitere Exkursionen führten Thekla nach Tirol, Italien und in die Schweiz. 1923/24 forschte sie ein halbes Jahr am Botanischen Garten von Buitenzorg auf Java.
An der Universität Oslo oblag ihr der botanische Unterricht der Kandidaten für das Apothekerexamen sowie die Lehre der Pflanzenanatomie für die Studenten der Naturwissenschaften. Insbesondere ihre Mikroskopierkurse fanden breite Anerkennung.
Resvoll publizierte vor allem in norwegischen Journalen mehrere Forschungsarbeiten zum Thema Bergflora. Durch ihre zahlreichen Beiträge, die sich den Wildpflanzen widmeten, wurde sie auch einer breiten Leserschaft bekannt. In der Buchreihe Norges land og folk von Helland verfasste sie für 13 Bände die pflanzlichen Beiträge. Am Bahnhof von Kongsvoll gründete Resvoll in einer Höhe von 885 Metern einen Gebirgsgarten.

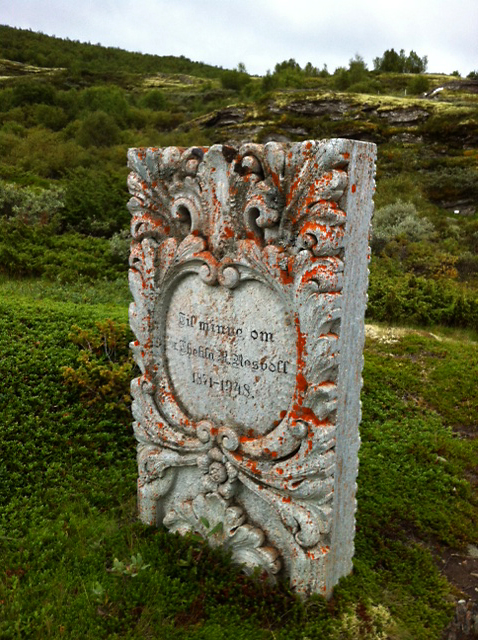
Gedenkstein an Thekla Resvoll im botanischen Garten von Kongsvoll in Dovre

Resvoll war in der Frauenbewegung aktiv. Sie war ab 1901 Vorstandsmitglied der Norsk Kvinnesaksforening. Sie half bei der Aufklärung ihrer Geschlechtsgenossinnen zu Fragen der Schwangerschaftsverhütung.

## Forschungsgebiete
Resvoll erforschte schwerpunktmäßig die Biologie der norwegischen Gebirgsflora. Während ihres Forschungsaufenthalts auf Java führte sie Untersuchungen zur Knospung von Eichen durch.

## Würdigung
Im Jahr 1923 wurde Resvoll in die Norwegische Akademie der Wissenschaften aufgenommen. In dem von ihr begründeten Gebirgsgarten erinnert ein Gedenkstein an sie und ihre Verdienste.

## Schriften
- Resvoll, T. R., 1900. Nogle arktiske ranunklers morfologi og anatomi. Nyt Magazin for Naturvidenskaberne, 38: 343–367.
  - Proof of energy storage in the rhizome of Ranunculus glacialis.
- Resvoll, T. R., 1903. Den nye Vegetation paa Lerfaldet i Værdalen. Nyt Magazin for Naturvidenskaberne, 41.
  - Describes primary succession.
- Resvoll, T. R., 1906. Pflanzenbiologische Beobachtungen aus dem Flugsandgebiet bei Röros im inneren Norwegen. Nyt Magazin for Naturvidenskaberne, 44.
- Resvoll, T. R., 1917. Om planter som passer til kort og kold sommer. Doctoral thesis, Oslo.
- Resvoll, T. R., 1925. Rubus chamaemorus L. A morphological – biological study. Nytt Magasin for Naturvidenskapene, 67: 55–129.
- Resvoll, T. R., 1925. Rubus chamaemorus L. Die geographische Verbreitung der Pflanze und ihre Verbreitungsmittel. Veröffentlichungen des Geobotanischen Institutes Rübel in Zürich, 3: 224–241.
- Resvoll, T. R., 1925. Beschuppte Laubknospen in den immerfeuchten Tropenwäldern Javas. Jena.
  - Hibernation buds in Tropical trees.

### Belege
1. ↑  Bredo Berntsen. En grønnstrømpe og hennes samtid : Hanna Resvoll-Holmsen: botaniker, Svalbard-forsker, fjellelsker, fotograf og naturvernpioner. Verlag Ossiania, 2006. ISBN 82-8030-008-2
2. ↑  Nylænde 1901 S. 14.